# Hans Meyer (Jurist)
Hans Meyer (* 16. März 1933 in Aachen; † 21. August 2022) war ein deutscher Rechtswissenschaftler. Er lehrte von 1974 bis 1996 als Professor für Staats-, Verwaltungs- und Finanzrecht an der Goethe-Universität Frankfurt am Main und war von 1996 bis 2000 Präsident der Humboldt-Universität zu Berlin.

## Leben
Das Studium der Rechtswissenschaften an den Universitäten Bonn, Freiburg und München schloss Meyer 1957 mit dem Referendarexamen ab, im Anschluss war er wissenschaftlicher Assistent am Lehrstuhl von Ernst Friesenhahn in Bonn und Generalsekretär des Deutschen Juristentages. Seine Promotion erfolgte 1967 zum Thema „Finanzverfassung der Gemeinden“, 1970 habilitierte er sich ebenfalls in Bonn mit der Arbeit „Wahlsystem und Verfassungsordnung“. Von 1970 bis 1976 gehörte Meyer dem Wissenschaftsrat der Bundesrepublik Deutschland an. 
Er wurde 1974 als Professor für Staats-, Verwaltungs- und Finanzrecht an die Johann-Wolfgang-Goethe-Universität Frankfurt am Main berufen, wo er bis 1996 lehrte. Nach der deutschen Wiedervereinigung leitete er zwischen 1990 und 1993 als Vorsitzender die Struktur- und Berufungskommission der Juristischen Fakultät der ehemals Ost-Berliner Humboldt-Universität. 1996 wurde er zum Präsidenten der Humboldt-Universität gewählt, er übte das Amt bis 2000 aus. 
Meyer war Gutachter für verschiedene öffentliche Institutionen, z. B. für den Hessischen Rechnungshof. Die Berliner Senatsverwaltung für Wissenschaft beauftragte ihn 1978–79, die Möglichkeit einer Zusammenfassung und Sanierung der West-Berliner Fachhochschulen zu prüfen. 1999 bis 2000 leitete er eine Kommission des Bundes zur Reform des Hochschuldienstrechts. Als Bevollmächtigter in Verfahren vor dem Bundesverfassungsgericht erstritt er 2008 und 2012 Urteile, mit denen der Effekt des negativen Stimmgewichts und die unbegrenzte Zahl von Überhangmandaten im Bundeswahlgesetz für verfassungswidrig erklärt wurden. Im zweiten Verfahren hatten ihn die Bundestagsfraktionen der SPD und von Bündnis 90/Die Grünen beauftragt.
Am 21. August verstarb Hans Meyer im Alter von 89 Jahren.

## Ehrungen und Auszeichnungen
- 1993: Ehrendoktorwürde der Juristischen Fakultät der Humboldt-Universität zu Berlin
- 2001: Verdienstorden der Bundesrepublik Deutschland (Verdienstkreuz 1. Klasse)

## Veröffentlichungen (Auswahl)
- Die Zukunft des Bundestagswahlrechts. Zwischen Unverstand, obiter dicta, Interessenkalkül und Verfassungsverstoß, Nomos, Baden-Baden 2010, ISBN 978-3-8329-6144-2
- Die Föderalismusreform 2006. Konzeption, Kommentar, Kritik. Duncker & Humblot, Berlin 2006, ISBN 3-428-12693-9.
- als Herausgeber: Abstimmungskonflikt im Bundesrat im Spiegel der Staatsrechtslehre. Nomos, Baden-Baden 2003.
- zusammen mit Michael Stolleis (Hrsg.): Hessisches Staats- und Verwaltungsrecht. 1. Auflage. Metzner, Frankfurt am Main 1983, ISBN 3-7875-3250-1.
- zusammen mit Thomas Oppermann: Das parlamentarische Regierungssystem des Grundgesetzes. Anlage, Erfahrungen, Zukunftseignung. De Gruyter, Berlin 1975.